# St.GIGA
St.GIGA (セント・ギガ, Sento.GIGA) est une entreprise japonaise de radio par satellite qui a été créée en 1990 en tant que filiale de l’entreprise de télévision par satellite WOWOW. Elle a arrêté sa diffusion en 2007.
Un partenariat a été conclu avec Nintendo pour permettre, via ce satellite, de télécharger des jeux, des données, des actualités sur la Super Famicom (équivalent japonais de la Super Nintendo) par un accessoire (une sorte de décodeur satellite) s'enclenchant sous la console par le biais de son port d'extension, appelé Satellaview. Ce service de téléchargement fut actif du 23 avril 1995 jusqu'au 30 juin 2000.